# Ice Cubes diskografi
Den amerikanska rapparen Ice Cube har givit ut nio studioalbum, en EP-skiva, sju soundtrackalbum, sex samlingsalbum, 27 singelskivor och 42 musikvideor.

## Studioalbum
| År                                                     | Detaljer | Högsta positioner | Högsta positioner | Högsta positioner | Högsta positioner | Högsta positioner | Högsta positioner | Högsta positioner | Högsta positioner | Högsta positioner | Högsta positioner | Kopior      | Certifikat                              |
| År                                                     | Detaljer | US                | US R&B            | AUS               | BEL               | CAN               | CHE               | FRA               | NLD               | NZL               | UK                |             | Certifikat                              |
| ------------------------------------------------------ | --- | ----------------- | ----------------- | ----------------- | ----------------- | ----------------- | ----------------- | ----------------- | ----------------- | ----------------- | ----------------- | ----------- | --------------------------------------- |
| 1990                                                   | AmeriKKKa's Most Wanted - Utgivning: 16 maj 1990 - Utgivare: Priority - Format: CD, CS, LP, digital nedladdning                | 19                | 6                 | —                 | —                 | —                 | —                 | —                 | —                 | —                 | 48                | + 2 500 000 | - RIAA: 2× Platinum                     |
| 1991                                                   | Death Certificate - Utgivning: 29 oktober 1991 - Utgivare: Priority - Format: CD, CS, LP, digital nedladdning                  | 2                 | 1                 | —                 | —                 | —                 | —                 | —                 | —                 | —                 | —                 | + 1 600 134 | - RIAA: Platinum                        |
| 1992                                                   | The Predator - Utgivning: 17 november 1992 - Utgivare: Priority - Format: CD, CS, LP, digital nedladdning                      | 1                 | 1                 | 72                | —                 | 61                | —                 | —                 | 56                | —                 | 73                | + 2 210 283 | - RIAA: 2× Platinum - BPI: Silver       |
| 1993                                                   | Lethal Injection - Utgivning: 7 december 1993 - Utgivare: Priority - Format: CD, CS, LP, digital nedladdning                   | 5                 | 1                 | 49                | —                 | 34                | —                 | —                 | 89                | —                 | 52                | + 1 000     | - RIAA: Platinum                        |
| 1998                                                   | War & Peace Vol. 1 (The War Disc) - Utgivning: 17 november 1998 - Utgivare: Priority - Format: CD, CS, LP, digital nedladdning | 7                 | 2                 | 68                | —                 | 13                | —                 | —                 | —                 | 16                | 141               | + 1 000     | - RIAA: Platinum - MC: Gold             |
| 2000                                                   | War & Peace Vol. 2 (The Peace Disc) - Utgivning: 21 mars 2000 - Utgivare: Priority - Format: CD, CS, LP, digital nedladdning   | 3                 | 1                 | 24                | —                 | 7                 | —                 | —                 | 42                | —                 | 56                | + 1 000     | - RIAA: Platinum - MC: Gold - BPI: Gold |
| 2006                                                   | Laugh Now, Cry Later - Utgivning: 6 juni 2006 - Utgivare: Lench Mob - Format: CD, digital nedladdning                          | 4                 | 2                 | 46                | —                 | 9                 | 63                | 129               | —                 | 22                | 152               | + 995 300   | - RIAA: Platinum - MC: Gold             |
| 2008                                                   | Raw Footage - Utgivning: 19 augusti 2008 - Utgivare: Lench Mob - Format: CD, digital nedladdning                               | 5                 | 1                 | 58                | 96                | 14                | 53                | —                 | —                 | —                 | —                 | + 650 000   | - RIAA: Gold - BPI: Silver              |
| 2010                                                   | I Am the West - Utgivning: 28 september 2010 - Utgivare: Lench Mob - Format: CD, digital nedladdning                           | 8                 | 2                 | 67                | —                 | 51                | —                 | 200               | —                 | —                 | 55                | + 550 000   |                                         |
| 2018                                                   | Everythang's Corrupt - Utgivning: 7 december 2018 - Utgivare: Lench Mob, Interscope - Format: CD, digital nedladdning          | —                 | —                 | —                 | —                 | —                 | —                 | —                 | —                 | —                 | —                 |             |                                         |
| "—" betecknar ett release som inte fick/fått en plats. | |                   |                   |                   |                   |                   |                   |                   |                   |                   |                   |             |                                         |

## Soundtrackalbum
| År   | Detaljer | Högsta positioner | Högsta positioner |
| År   | Detaljer | US [källa behövs] |                   |
| ---- | --- | ----------------- | ----------------- |
| 1994 | Murder Was the Case (med olika artister) - Utgivning: 15 oktober 1994 - Utgivare: Death Row/Interscope - Formats: CD, MD | 1                 |                   |
| 1995 | Friday (med olika artister) - Utgivning: 11 april 1995 - Utgivare: Priority/EMI - Format: CD, MD                         | 1                 |                   |
| 1997 | Dangerous Ground (med olika artister) - Utgivning: 11 februari 1997 - Utgivare: No Limit/Priority - Format: CD, MD       | —                 |                   |
| 1997 | Steel (med olika artister) - Utgivning: 29 juli 1997 - Utgivare: Warner Bros. - Format: CD, MD                           | —                 |                   |
| 1998 | The Players Club (med olika artister) - Utgivning: 17 mars 1998 - Utgivare: Heavyweights/A&M - Format: CD, MD            | —                 |                   |

## Samlingsalbum
| År   | Detaljer                                                                                   | Högsta positioner | Högsta positioner | Högsta positioner | Högsta positioner | Certifikat                   |
| År   | Detaljer                                                                                   | US                | US R&B            | NZL               | UK                | Certifikat                   |
| ---- | ------------------------------------------------------------------------------------------ | ----------------- | ----------------- | ----------------- | ----------------- | ---------------------------- |
| 1994 | Bootlegs & B-Sides - Utgivning: 22 november 1994 - Utgivare: Priority - Format: CD, CS, LP | 19                | 3                 | —                 | 108               | - RIAA: Gold                 |
| 1997 | Featuring...Ice Cube - Utgivning: 16 december 1997 - Utgivare: Priority - Format: CD, CS   | 116               | 32                | —                 | —                 | - RIAA: Gold                 |
| 2001 | Greatest Hits - Utgivning: 4 december 2001 - Utgivare: Priority - Format: CD, CS, LP       | 54                | 11                | 6                 | 105               | - RIAA: Platinum - BPI: Gold |
| 2007 | In the Movies - Utgivning: 4 september 2007 - Utgivare: Priority - Format: CD              | 169               | 34                | —                 | —                 |                              |
| 2008 | The Essentials - Utgivning: 16 september 2008 - Utgivare: Priority - Format: CD            | 195               | 50                | —                 | —                 |                              |
| 2013 | Icon - Utgivning: 8 oktober 2013 - Utgivare: Priority - Format: CD                         | —                 | —                 | —                 | —                 |                              |

## EP
| År   | Detaljer                                                                        | Högsta positioner | Högsta positioner | Högsta positioner | Certifikat       |
| År   | Detaljer                                                                        | US                | US R&B            | UK                | Certifikat       |
| ---- | ------------------------------------------------------------------------------- | ----------------- | ----------------- | ----------------- | ---------------- |
| 1990 | Kill at Will - Utgivning: 1 juli 1990 - Utgivare: Priority - Format: CD, CS, LP | 34                | 5                 | 66                | - RIAA: Platinum |

## Singlar
| År   | Låt                                                                   | Högsta positioner | Högsta positioner | Högsta positioner | Högsta positioner | Högsta positioner | Certifikat          | Album                                |
| År   | Låt                                                                   | US                | US R&B            | US Rap            | NZL               | UK                | Certifikat          | Album                                |
| ---- | --------------------------------------------------------------------- | ----------------- | ----------------- | ----------------- | ----------------- | ----------------- | ------------------- | ------------------------------------ |
| 1990 | ”Who’s the Mack?”                                                     | —                 | 37                | —                 | 19                | —                 |                     | AmeriKKKa’s Most Wanted              |
| 1990 | ”AmeriKKKa’s Most Wanted”                                             | —                 | —                 | 1                 | —                 | 76                |                     | AmeriKKKa’s Most Wanted              |
| 1990 | ”Endangered Species (Tales from the Darkside)” (med Chuck D)          | 19                | —                 | —                 | —                 | —                 |                     | AmeriKKKa’s Most Wanted              |
| 1990 | ”Dead Homiez”                                                         | —                 | —                 | —                 | —                 | —                 |                     | Kill at Will                         |
| 1990 | ”Jackin’ for Beats”                                                   | —                 | —                 | —                 | 39                | —                 | - RIAA: Platinum    | Kill at Will                         |
| 1991 | ”Steady Mobbin’”                                                      | —                 | 30                | 3                 | —                 | —                 | - RIAA: Gold        | Death Certificate                    |
| 1992 | ”True to the Game”                                                    | 23                | 4                 | 3                 | 24                | 5                 |                     | Death Certificate                    |
| 1992 | ”Wicked”                                                              | 55                | 31                | 1                 | —                 | 62                | - RIAA: Platinum    | The Predator                         |
| 1993 | ”It Was a Good Day”                                                   | 15                | 7                 | 1                 | —                 | 27                | - RIAA: 2x Platinum | The Predator                         |
| 1993 | ”Check Yo Self” (med Das EFX)                                         | 20                | 1                 | 1                 | 38                | 36                | - RIAA: 2x Platinum | The Predator                         |
| 1993 | ”Really Doe”                                                          | 54                | 30                | 3                 | —                 | 66                | - RIAA: Gold        | Lethal Injection                     |
| 1994 | ”You Know How We Do It”                                               | 30                | 21                | 5                 | —                 | 41                | - RIAA: Platinum    | Lethal Injection                     |
| 1994 | ”Bop Gun (One Nation)” (med George Clinton)                           | 23                | 37                | 6                 | —                 | 22                | - RIAA: Gold        | Lethal Injection                     |
| 1994 | ”Natural Born Killaz” (med Dr. Dre)                                   | 95                | —                 | —                 | —                 | 45                | - RIAA: Platinum    | Murder Was the Case soundtrack       |
| 1995 | "What Can I Do?"                                                      | 32                | 1                 | 1                 | —                 | —                 |                     | Bootlegs & B-Sides                   |
| 1995 | ”Friday”                                                              | —                 | 35                | —                 | 5                 | —                 | - Platinum          | Friday soundtrack                    |
| 1997 | "The World Is Mine"                                                   | 107               | 55                | 39                | —                 | 60                | - Platinum          | Dangerous Ground soundtrack          |
| 1997 | ”Men of Steel” (med Shaquille O'Neal, B-Real, Peter Gunz och KRS-One) | 82                | 53                | 10                | —                 | —                 |                     | Steel soundtrack                     |
| 1998 | ”We Be Clubbin’”                                                      | —                 | —                 | —                 | 22                | —                 | - Platinum          | The Players Club soundtrack          |
| 1998 | ”Pushin’ Weight” (med Mr. Short Khop)                                 | 26                | 12                | 1                 | —                 | —                 | - Platinum          | War & Peace, Vol. 1 (The War Disc)   |
| 1999 | ”Fuck Dying” (med Korn)                                               | —                 | —                 | —                 | —                 | 4                 |                     | War & Peace, Vol. 1 (The War Disc)   |
| 1999 | ”You Can Do It” (med Mack 10 och Ms. Toi)                             | 35                | 14                | 2                 | 6                 | 2                 | - Gold              | War & Peace, Vol. 2 (The Peace Disc) |
| 2000 | ”Hello” (med Dr. Dre och MC Ren)                                      | —                 | 50                | 33                | —                 | —                 | - Platinum          | War & Peace, Vol. 2 (The Peace Disc) |
| 2000 | ”Until We Rich” (med Krayzie Bone)                                    | —                 | 50                | 5                 | —                 | —                 |                     | War & Peace, Vol. 2 (The Peace Disc) |
| 2001 | ”$100 Bill Y’all”                                                     | 3                 | 5                 | —                 | —                 | —                 | - Platinum          | Greatest Hits                        |
| 2001 | ”In the Late Night Hour” (med Pusha T)                                | 12                | 4                 | —                 | 33                | —                 |                     | Greatest Hits                        |
| 2006 | ”Chrome & Paint” (med WC)                                             | 4                 | 1                 | 1                 | 28                | —                 |                     | Laugh Now, Cry Later                 |
| 2006 | ”Why We Thugs”                                                        | 9                 | 2                 | 1                 | 11                | —                 | - Gold              | Laugh Now, Cry Later                 |
| 2006 | ”Go to Church” (med Snoop Dogg och Lil Jon)                           | 21                | 6                 | 25                | 20                | —                 | - Gold              | Laugh Now, Cry Later                 |
| 2006 | ”Steal the Show”                                                      | 57                | 23                | —                 | —                 | —                 |                     | Laugh Now, Cry Later                 |
| 2008 | ”Gangsta Rap Made Me Do It”                                           | 12                | 9                 | —                 | 22                | —                 | - Gold              | Raw Footage                          |
| 2008 | ”Do Ya Thang”                                                         | 15                | 5                 | —                 | —                 | —                 |                     | Raw Footage                          |
| 2008 | ”Why Me?” (med Musiq Soulchild)                                       | —                 | —                 | —                 | —                 | —                 |                     | Raw Footage                          |
| 2010 | ”I Rep That West” (med JIGG)                                          | 23                | 5                 | —                 | —                 | —                 |                     | I Am the West                        |
| 2010 | ”Drink the Kool-Aid”                                                  | 66                | 12                | —                 | —                 | —                 |                     | I Am the West                        |
| 2010 | ”She Couldn’t Make It on Her Own” (med Doughboy och OMG)              | —                 | —                 | —                 | —                 | —                 |                     | I Am the West                        |
| 2013 | ”Everythang’s Corrupt”                                                | 76                | 45                | 39                | —                 | —                 |                     | Everythang’s Corrupt                 |
| 2013 | ”Crowded”                                                             | 128               | 79                | 104               | —                 | —                 |                     | Everythang’s Corrupt                 |
| 2013 | ”The Big Show”                                                        | —                 | —                 | —                 | —                 | —                 |                     | Everythang’s Corrupt                 |
| 2013 | ”Sasquatch”                                                           | 34                | 23                | 20                | —                 | —                 |                     | Everythang’s Corrupt                 |
| 2014 | ”Sic Them Youngins On ’Em”                                            | 21                | 3                 | 8                 | —                 | —                 |                     | Everythang’s Corrupt                 |
| 2014 | ”Drop Girl” (med 2 Chainz och RedFoo)                                 | 116               | 88                | —                 | —                 | —                 |                     | Everythang’s Corrupt                 |
| 2014 | ”Cali Boy” (med Squeak Ru)                                            | —                 | —                 | —                 | —                 | —                 |                     |                                      |

## Gästspel
| År   | Låt                                             | Artist(er)                                                                           | Album                                     |
| ---- | ----------------------------------------------- | ------------------------------------------------------------------------------------ | ----------------------------------------- |
| 1989 | "The Grand Finale"                              | The D.O.C. med Ice Cube, MC Ren och Eazy-E                                           | No One Can Do It Better                   |
| 1990 | "Burn Hollywood Burn"                           | Public Enemy med Ice Cube och Big Daddy Kane                                         | Fear of a Black Planet                    |
| 1990 | "Played Like a Piano"                           | King Tee med Ice Cube                                                                | At Your Own Risk                          |
| 1991 | "Ain't Nuthin' But a Word to Me"                | Too $hort med Ice Cube                                                               | Short Dog's in the House                  |
| 1991 | "You Can't Play with My Yo-Yo"                  | Yo-Yo med Ice Cube                                                                   | Make Way for the Motherlode               |
| 1991 | "What Can I Do?"                                | Yo-Yo med Ice Cube                                                                   | Make Way for the Motherlode               |
| 1991 | "Hoodz Come in Dozens"                          | Del tha Funkee Homosapien med Ice Cube                                               | I Wish My Brother George Was Here         |
| 1992 | "Two to the Head"                               | Kool G Rap med Ice Cube, Scarface och Bushwick Bill                                  | Live and Let Die                          |
| 1992 | "Killing Me Softly: The Deadly Code of Silence" | Sister Souljah med Ice Cube                                                          | 360 Degrees of Power                      |
| 1993 | "The Ill Shit"                                  | Erick Sermon med Ice Cube och Kam                                                    | No Pressure                               |
| 1993 | "A Hoe B-4 tha Homie"                           | King Tee med Ice Cube                                                                | Tha Triflin' Album                        |
| 1993 | "Watts Riot"                                    | Kam med Ice Cube                                                                     | Neva Again                                |
| 1993 | "Last Wordz"                                    | 2Pac med Ice Cube och Ice-T                                                          | Strictly 4 My N.I.G.G.A.Z.                |
| 1993 | "The Streetz 'R Deathrow"                       | 2Pac med Ice Cube                                                                    | Strictly 4 My N.I.G.G.A.Z.                |
| 1993 | "The Boonie and Clyde Theme"                    | Yo-Yo med Ice Cube                                                                   | You Better Ask Somebody                   |
| 1994 | "Natural Born Killaz"                           | Ice Cube och Dr. Dre                                                                 | Murder Was the Case                       |
| 1994 | "Level-N-Service"                               | Anotha Level med Ice Cube                                                            | On Anotha Level                           |
| 1994 | "Thought I Saw a Pussy Cat"                     | K-Dee med Ice Cube & Bootsy Collins                                                  | Ass, Gas, or Cash (No One Rides for Free) |
| 1994 | "Hand of the Dead Body"                         | Scarface med Ice Cube och Devin the Dude                                             | The Diary                                 |
| 1994 | "Play Witcha Mama"                              | Willie D med Ice Cube                                                                | Play Witcha Mama                          |
| 1994 | "Sticka"                                        | Terminator X med Chuck D, Ice Cube, Ice-T och MC Lyte                                | Super Bad                                 |
| 1995 | "West Up!"                                      | WC and the Maad Circle med Mack 10 och Ice Cube                                      | Curb Servin'                              |
| 1995 | "Foe Life"                                      | Mack 10 med Ice Cube                                                                 | Mack 10                                   |
| 1995 | "10 Million Ways"                               | Mack 10 med Ice Cube                                                                 | Mack 10                                   |
| 1995 | "Westside Slaughterhouse"                       | Mack 10 med ing Ice Cube och WC                                                      | Mack 10                                   |
| 1996 | "Bonnie and Clyde II"                           | Yo-Yo med Ice Cube                                                                   | Total Control                             |
| 1996 | "Wicked Wayz"                                   | Mr. Mike med Ice Cube                                                                | Wicked Wayz                               |
| 1997 | "Big Thangs"                                    | Ant Banks med Ice Cube och Too Short                                                 | Big Thangs                                |
| 1997 | "I'm Afraid of Americans"                       | David Bowie med Ice Cube                                                             | Singel                                    |
| 1997 | "Legal Paper"                                   | Ice Cube                                                                             | The Lawhouse Experience                   |
| 1997 | "The Guppies"                                   | Mack 10 med Ice Cube                                                                 | Based on a True Story                     |
| 1997 | "Only in California"                            | Mack 10 med Ice Cube och Snoop Dogg                                                  | Based on a True Story                     |
| 1997 | "Earthquake"                                    | E-A-Ski med Ice Cube                                                                 | Showdown (EP)                             |
| 1997 | "Game Over"                                     | Scarface med Dr. Dre, Ice Cube och Too Short                                         | The Untouchable                           |
| 1997 | "Bangin'"                                       | Master P med Ice Cube, Mack 10 och WC                                                | West Coast Bad Boyz II                    |
| 1998 | "Dopest on tha Planet"                          | Allfrumtha I med Ice Cube och Mack 10                                                | Allfrumtha I                              |
| 1998 | "Children of the Korn"                          | Korn med Ice Cube                                                                    | Follow the Leader                         |
| 1998 | "The Geto"                                      | Scarface med Ice Cube, Willie D och K.B.                                             | My Homies                                 |
| 1998 | "Ghetto Horror Show"                            | Mack 10 med Ice Cube och Jayo Felony                                                 | The Recipe                                |
| 1998 | "Should I Stay or Should I Go"                  | Mack 10 med Ice Cube och Korn                                                        | The Recipe                                |
| 1998 | "Comin' After You"                              | MC Ren med Ice Cube                                                                  | Ruthless for Life                         |
| 1998 | "Can't Hold Back"                               | WC med Ice Cube                                                                      | The Shadiest One                          |
| 1998 | "Like That"                                     | WC med Ice Cube, Daz Dillinger och CJ Mac                                            | The Shadiest One                          |
| 1998 | "Cheddar"                                       | WC med Ice Cube och Mack 10                                                          | The Shadiest One                          |
| 1998 | "J.A.Y.O. - Justice Against Y'all Oppressors"   | Jayo Felony med Ice Cube och E-40                                                    | Whatcha Gonna Do?                         |
| 1998 | "You Know I'm a Hoe"                            | Ice Cube and Master P                                                                | The Players Club                          |
| 1999 | "NYPD"                                          | Chris Rock med Ice Cube och Horatio Sanz                                             | Bigger & Blacker                          |
| 1999 | "If I Should Die Before I Wake"                 | The Notorious B.I.G. med Ice Cube, Beanie Sigel och Black Rob                        | Born Again                                |
| 1999 | "Murderfest 99"                                 | Road Dawgs med Boo Kapone, Ice Cube, MC Eiht, Mack 10 och Boobie                     | Don't Be Saprize                          |
| 1999 | "You Ain't Know"                                | Road Dawgs med Ice Cube, Mack 10, Young Pretty och Q.S.-Bandit                       | Don't Be Saprize                          |
| 1999 | "III: Tha Hood Way"                             | MC Eiht med Ice Cube och Mack 10                                                     | Section 8                                 |
| 2000 | "Set It Off"                                    | Snoop Dogg med MC Ren, The Lady of Rage, Nate Dogg och Ice Cube                      | Tha Last Meal                             |
| 2000 | "Behind Gates"                                  | E-40 med Ice Cube                                                                    | Loyalty and Betrayal                      |
| 2000 | "Nobody"                                        | Mack 10 med Ice Cube, WC och Timbaland                                               | The Paper Route                           |
| 2000 | "Tha Weekend"                                   | Mack 10 med Ice Cube och Techniec                                                    | The Paper Route                           |
| 2001 | "Connected For Life"                            | Mack 10 med Ice Cube, WC och Butch Cassidy                                           | Bang or Ball                              |
| 2001 | "Short Khop & the Brain"                        | Mr. Short Khop med Ice Cube                                                          | Da Khop Shop                              |
| 2001 | "Flashbacks"                                    | Mr. Short Khop med Ice Cube                                                          | Da Khop Shop                              |
| 2001 | "My Loved One" (Remix)                          | Mr. Short Khop med Ice Cube                                                          | Da Khop Shop                              |
| 2001 | "One Way to Win"                                | Mr. Short Khop med Ice Cube och Mack 10                                              | Da Khop Shop                              |
| 2002 | "Lay It Down"                                   | 8Ball med MJG, Ice Cube och P. Diddy                                                 | Lay It Down                               |
| 2002 | "Walk"                                          | WC med Ice Cube och Mack 10                                                          | Ghetto Heisman                            |
| 2002 | "Wanna Ride"                                    | WC med Ice Cube och MC Ren                                                           | Ghetto Heisman                            |
| 2002 | "What You Gone Do?"                             | Mack 10 med Ice Cube                                                                 | Da Hood                                   |
| 2003 | "The Shit"                                      | The D.O.C. med MC Ren, Six Two, Ice Cube och Snoop Dogg                              | Deuce                                     |
| 2003 | "Lights Out"                                    | Mack 10 med Ice Cube, WC & Knoc-turn'al                                              | Ghetto, Gutter & Gangster                 |
| 2004 | "Real Nigga Roll Call"                          | Lil Jon & The Eastside Boyz med Ice Cube                                             | Crunk Juice                               |
| 2004 | "Grand Finale"                                  | Lil Jon & The Eastside Boyz med Bun B, Jadakiss, Nas, T.I. och Ice Cube              | Crunk Juice                               |
| 2006 | "L.A.X"                                         | Snoop Dogg med Ice Cube                                                              | The Blue Carpet Treatment                 |
| 2006 | "My Lowrider"                                   | The Game med Paul Wall, WC, E-40, Chingy, Techniec, Crooked I, Lil' Rob och Ice Cube | Stop Snitchin' Stop Lyin'                 |
| 2007 | "Big Blacc Boots"                               | Spider Loc med Ice Cube                                                              | West Kept Secret: The Prequel             |
| 2007 | "This Is Los Angeles"                           | WC med Ice Cube                                                                      | Guilty by Affiliation                     |
| 2007 | "Paranoid"                                      | WC med Ice Cube                                                                      | Guilty by Affiliation                     |
| 2007 | "Guilty by Affiliation"                         | WC med Ice Cube                                                                      | Guilty by Affiliation                     |
| 2007 | "Keep It 100"                                   | WC med Ice Cube                                                                      | Guilty by Affiliation                     |
| 2007 | "If You See a Bad Bitch"                        | WC med Ice Cube                                                                      | Guilty by Affiliation                     |
| 2007 | "Look at Me"                                    | WC med Ice Cube                                                                      | Guilty by Affiliation                     |
| 2007 | "80's Babies"                                   | WC med Ice Cube                                                                      | Guilty by Affiliation                     |
| 2007 | "Addicted to It"                                | WC med Ice Cube                                                                      | Guilty by Affiliation                     |
| 2008 | "Let it Fly"                                    | Trick-Trick med Ice Cube                                                             | The Villain                               |
| 2008 | "Blackboy"                                      | Tech N9ne med Brother J, Ice Cube och Krizz Kaliko                                   | Killer                                    |
| 2008 | "State of Emergency"                            | The Game med Ice Cube                                                                | LAX                                       |
| 2009 | "Killas"                                        | Lil Jon med The Game och Ice Cube                                                    | Crunk Rock                                |
| 2010 | "Blasten!!!"                                    | Snoop Dogg med Ice Cube                                                              | I Wanna Rock Mixtape                      |
| 2011 | "Boogie Till You Conk Out"                      | DJ Quik med Ice Cube                                                                 | The Book of David                         |
| 2011 | "Please"                                        | EA-Ski med Ice Cube                                                                  | Fifth of Skihofen                         |
| 2011 | "Iz You Ready To Die"                           | Daz Dillinger med Ice Cube                                                           | D.A.Z.                                    |
| 2011 | "You Know Me"                                   | WC med Ice Cube & Young Maylay                                                       | Revenge of the Barracuda                  |
| 2012 | "Chris Benoit" (Kuma's Scrub Club Remix)        | Insane Clown Posse med Ice Cube och Scarface                                         | Mike E. Clark's Extra Pop Emporium        |
| 2012 | "West Coast Shit"                               | E-40 & Too Short med Ice Cube                                                        | History: Function Music                   |
| 2013 | "Dodgers Anthem 2013"                           | DJ Felli Fel med Ice Cube, Tyga, Ty Dolla $ign, Warren G, Chino XL och Problem       |                                           |
| 2014 | "Rebel Music (Remix)"                           | MC Ren med Ice Cube                                                                  |                                           |

## Musikvideor
| År   | Låt                               | Regissör                     |
| ---- | --------------------------------- | ---------------------------- |
| 1990 | "Who's the Mack?"                 |                              |
| 1990 | "Dead Homiez"                     | Eric Meza                    |
| 1990 | "Jackin' For Beats"               |                              |
| 1991 | "True to the Game"                |                              |
| 1991 | "Steady Mobbin'"                  |                              |
| 1992 | "Wicked"                          | Marcus Raboy                 |
| 1992 | "Trespass"                        |                              |
| 1993 | "It Was a Good Day"               | F. Gary Gray                 |
| 1993 | "Check Yo Self"                   | F. Gary Gray                 |
| 1993 | "Really Doe"                      |                              |
| 1993 | "What Can I Do?"                  |                              |
| 1994 | "You Know How We Do It"           | Marcus Raboy                 |
| 1994 | "Bop Gun (One Nation)"            | Cameron Casey                |
| 1994 | "Lil Ass Gee"                     |                              |
| 1994 | "Natural Born Killaz"             | F. Gary Gray                 |
| 1995 | "Friday"                          | Ice Cube                     |
| 1998 | "Fuck Dyin'"                      | Gregory Dark                 |
| 1998 | "Pushin' Weight"                  | Gregory Dark                 |
| 1998 | "We Be Clubbin"                   | Paul Hunter                  |
| 1998 | "We Be Clubbin (Remix, med DMX)"  | Gregory Dark                 |
| 1998 | "The World Is Mine"               |                              |
| 1999 | "Hello"                           | Phillip Atwell               |
| 1999 | "You Can Do It"                   | Little X & Cameron Casey     |
| 2000 | "Until We Rich"                   | Cameron Casey & Little X     |
| 2006 | "Why We Thugs"                    | Marcus Raboy                 |
| 2006 | "Chrome and Paint"                |                              |
| 2006 | "Go to Church"                    | Marcus Raboy                 |
| 2006 | "Race Card"                       | Marcus Raboy                 |
| 2007 | "Spittin' Pollaseeds"             |                              |
| 2008 | "Gangsta Rap Made Me Do It"       |                              |
| 2008 | "Do Ya Thang"                     |                              |
| 2008 | "Why Me?"                         |                              |
| 2009 | "I Got My Locs On"                |                              |
| 2010 | "I Rep That West"                 | Gabriel Hart                 |
| 2010 | "Smoke Some Kush"                 |                              |
| 2010 | "Drink The Kool-Aid"              | Dah Dah                      |
| 2010 | "She Couldn't Make It On Her Own" | Matt Alonzo                  |
| 2010 | "Ya'll Know How I Am"             | Matt Alonzo                  |
| 2010 | "Too West Coast"                  | Matt Alonzo                  |
| 2012 | "Everythang's Corrupt"            | T.S. Pfeffer + Robert McHugh |
| 2013 | "Sasquatch"                       |                              |
| 2014 | "Sic Them Youngins On Em"         |                              |
| 2014 | "Drop Girl"                       | Will Kindrick                |

## Utvalda musikvideor
| År   | Titel                             | Artist                       | Regissör          |
| ---- | --------------------------------- | ---------------------------- | ----------------- |
| 1988 | Straight Outta Compton            | N.W.A.                       | Rupert Wainwright |
| 1988 | Express Yourself                  | N.W.A.                       | Rupert Wainwright |
| 1990 | Burn Hollywood Burn               | Public Enemy                 |                   |
| 1991 | You Can't Play With My Yo-Yo      | Yo-Yo                        |                   |
| 1992 | Guerillas in tha Mist             | Da Lench Mob                 |                   |
| 1992 | Freedom Got an AK                 | Da Lench Mob                 |                   |
| 1994 | Chocolate City                    | Da Lench Mob                 |                   |
| 1994 | Goin' Bananas                     | Da Lench Mob                 |                   |
| 1994 | Thought I Saw a Pussycat          | K-Dee                        |                   |
| 1994 | Hand of the Dead Body             | Scarface                     | Joseph Kahn       |
| 1994 | West Up!                          | WC and the Maad Circle       | Skinny B          |
| 1995 | What You Wanna Do?                | Kausion                      |                   |
| 1995 | Westside Slaughterhouse           | Mack 10                      |                   |
| 1996 | Bow Down                          | Westside Connection          |                   |
| 1996 | Gangsta's Make the World Go Round | Westside Connection          | Michael Martin    |
| 1996 | Hoo-Bangin                        | Mack 10                      | Rubin Whitmore II |
| 1998 | Cheddar                           | WC                           | Nick Quested      |
| 1999 | Let It Reign                      | Westside Connection          | Aaron Courseault  |
| 2000 | Behind Gates                      | E-40                         |                   |
| 2000 | Live From L.A.                    | Snoop Dogg & Xzibit          |                   |
| 2001 | Connected foe Life                | Mack 10                      | Bille Woodruff    |
| 2003 | Terrorist Threats                 | Westside Connection          |                   |
| 2003 | Gangsta Nation                    | Westside Connection          |                   |
| 2004 | Real Nigga Roll Call              | Lil' Jon & the Eastside Boyz | David Meyers      |
| 2005 | Get U Down                        | Warren G                     | Paul Hunter       |
| 2008 | Let It Fly                        | Trick Trick & Lil' Jon       |                   |
| 2011 | You Know Me                       | WC & Young Maylay            |                   |
| 2011 | Please                            | EA-Ski                       |                   |

## Cameoframträdanden
| År   | Titel                       | Artist                                                   | Producent                            |
| ---- | --------------------------- | -------------------------------------------------------- | ------------------------------------ |
| 1988 | Eazy-Er Said Than Dunn      | Eazy-E                                                   | John Lloyd Miller, Regissör          |
| 1988 | We Want Eazy                | Eazy-E                                                   | John Lloyd Miller, Regissör          |
| 1989 | It's Funky Enough           | The D.O.C.                                               |                                      |
| 1989 | The Big Payback             | EPMD                                                     |                                      |
| 1990 | At Your Own Risk            | King Tee                                                 |                                      |
| 1991 | Growin' Up In The Hood      | Compton's Most Wanted                                    | John Singleton                       |
| 1991 | How I Could Just Kill A Man | Cypress Hill                                             | David Perez Shadi                    |
| 1991 | Ain't a Damn Thang Changed  | WC                                                       | WC and the Maad Circle, Chilly Chill |
| 1993 | Let Me Ride                 | Dr. Dre                                                  | Dr. Dre                              |
| 1995 | Keep Their Heads Ringin'    | Dr. Dre                                                  |                                      |
| 1995 | Land Of The Skanless        | Kausion                                                  |                                      |
| 1997 | Homeboyz                    | The Comrads                                              |                                      |
| 1998 | County Jail                 | Allfrumtha I                                             |                                      |
| 2001 | Bad Boy for Life            | P. Diddy                                                 | Chris Robinson                       |
| 2002 | The Streets                 | WC                                                       | Scott Storch                         |
| 2004 | Soldier                     | Destiny's Child                                          | Ray Kay                              |
| 2006 | Cali Iz Active              | Tha Dogg Pound                                           |                                      |
| 2008 | Who Dat                     | Young Jeezy                                              |                                      |
| 2010 | All I Do Is Win             | DJ Khaled med T-Pain, Ludacris, Rick Ross och Snoop Dogg |                                      |
| 2012 | Cruise Control              | EA-Ski                                                   |                                      |